# Yulin (Shaanxi)
Yulin (榆林, pinyin: Yùlín) er en by på præfekturniveau nordligst i provinsen Shaanxi i det centrale Kina. Befolkningen i byområdet anslås til 91.900 (2005).
Præfekturet har et areal på 43.578 km² (hvoraf 42% ørken, er en del af Ordosplateauet) og ca. 3,38 millioner insdbyggere (2004).

## Administrative enheder
Administrativt består Yulin af et bydistrikt og elleve amterr:
- Bydistriktet Yuyang (榆阳区), 7.053 km², 460.000 indbyggere, administrationscenter ;
- Amtet Shenmu (神木县), 7.635 km², 370.000 indbyggere;
- Amtet Fugu (府谷县), 3.212 km², 210.000 indbyggere;
- Amtet Hengshan (横山县), 4.084 km², 330.000 indbyggere;
- Amtet Jingbian (靖边县), 5.088 km², 290.000 indbyggere;
- Amtet Dingbian (定边县), 6.920 km², 310.000 indbyggere;
- Amtet Suide (绥德县), 1.878 km², 350.000 indbyggere;
- Amtet Mizhi (米脂县), 1.212 km², 210.000 indbyggere;
- Amtet Jia (佳县), 2.144 km², 250.000 indbyggere;
- Amtet Wubu (吴堡县), 428 km², 80.000 indbyggere;
- Amtet Qingjian (清涧县), 1.881 km², 210.000 indbyggere;
- Amtet Zizhou (子洲县), 2.043 km², 310.000 indbyggere.

## Historie
Byen ligger ved Den kinesiske mur. Under Ming-dynastiet (1368-1644) organiserede regeringen områderne ved den langstrakte kinesiske mur i ni zoner. For hver zone blev der etableret en garnison ("zhen"). Yansui Zhen var garnisonen i Yulin, og var ansvarlig for en 880 km lang sektion mellem Fugu i øst og Ningxia i vest.
Som nordlig udpost under Ming-kejserdømmet var Yulin af stor militær betydning. I 1403 havde byen fået et befæstet citadel, og i 1407 flyttede Ming-kejseren Yansui Zhen dertil. Som en følge af det blev en udvidelse af Den store mur trukket dertil, og mange soldater forlagt der. Denne sektion af Den store mur blev også et segment af Yulins bymur. Overalt hvor sådanne murgarnisoner blev anlagt, voksede den civile befolkning. For Yulins vedkommende udviklede den sig til en vigtig handelsby for samhandlen med de mongolske stammer i nord.

## Trafik
Kinas rigsvej 210 løber gennem området. Den begynder i Baotou i Indre Mongoliet, fører genne Yan'an, Xi'an, Chongqing og Guiyang og ender i Nanning i Guangxi.

## Turisme
Der er bevaret så meget af muren og den gamle by, at Yulin er et attraktivt turistmål i det nordlige Shaanxi.